# Гартман, Эдуард фон
Не следует путать с другим философом — Николаем Гартманом (1882—1950).
Карл Роберт Эдуа́рд фон Га́ртман (нем. Karl Robert Eduard von Hartmann; 23 февраля 1842, Берлин, Германия — 5 июня 1906, Грослихтерфельде) — немецкий философ.

## Биография
Сын генерала Роберта Хартманна. Учился в артиллерийском училище; в 1860—1865 годах был на военной службе, которую оставил из-за болезни. В 1867 году получил степень доктора в Ростокском университете.

## Творчество
Основное сочинение — «Философия бессознательного» (1869, рус. пер. 1873—1875, переводчик А. А. Козлов; в 2010 г. переиздана издательством «УРСС»), в котором он предпринял попытку объединить в связную теорию и проанализировать различные представления о феномене бессознательного.
Неоднократно печатался во французском журнале «Философское обозрение» («Revue philosophique») под редакцией академика Теодюля Рибо.

## Философское учение
Исходной точкой для философии бессознательного служит воззрение Артура Шопенгауэра на волю как на подлинную сущность всякого бытия и метафизическую основу всего мироздания. Шопенгауэр, в названии своего главного сочинения соединивший волю с представлением (Welt als Wille und Vorstellung), на деле самостоятельной и первоначальной сущностью считал только волю (реально-практический элемент бытия), представление же (элемент интеллектуальный) признавал лишь подчинённым и второстепенным продуктом воли, понимая его, с одной стороны, идеалистически (в смысле Канта) как субъективное явление, обусловленное априорными формами пространства, времени и причинности, а с другой стороны — материалистически, как обусловленное физиологическими функциями организма, или как «мозговое явление» (Gehirnphänomen).
Против такого «примата воли» Гартман основательно указывает на столь же первичное значение представления. «Во всяком хотении, — говорит он, — хочется — собственно переход известного настоящего состояния в другое. Настоящее состояние каждый раз дано, будь то просто покой; но в одном этом настоящем состоянии никогда не могло бы заключаться хотение, если бы не существовала по крайней мере идеальная возможность чего-нибудь другого. Даже такое хотение, которое стремится к продолжению настоящего состояния, возможно только через представление прекращения этого состояния, следовательно, через двойное отрицание. Несомненно, таким образом, что для хотения необходимы прежде всего два условия, из коих одно есть настоящее состояние как исходная точка; другое, как цель хотения, не может быть настоящим состоянием, а есть некоторое будущее, присутствие которого желается. Но так как это будущее состояние, как таковое, не может реально находиться в настоящем акте хотения, а между тем должно в нём как-нибудь находиться, ибо без этого невозможно и самое хотение, то необходимо должно оно содержаться в нём идеально, то есть как представление. Но точно так же и настоящее состояние может стать исходной точкой хотения, лишь поскольку входит в представление (как различаемое от будущего). Поэтому нет воли без представления, как уже и Аристотель говорит: όρεκτικόν δε ούκ άνευ φαντασίας». В действительности существует только представляющая воля.
Но существует ли она в качестве всеобщего первоначала или метафизической сущности? Непосредственно воля и представление даны лишь как явления индивидуального сознания отдельных существ, многообразно обусловленные их организацией и воздействиями внешней среды. Тем не менее в области научного опыта мы можем находить данные, предполагающие независимое, первичное бытие духовного начала. Если существуют в нашем мире такие явления, которые, будучи совершенно необъяснимы из одних вещественных или механических причин, возможны только как действия духовного начала, то есть представляющей воли, и если, с другой стороны, несомненно, что при этих явлениях не действует никакая индивидуально-сознательная воля и представление (то есть воля и представление отдельных особей), то необходимо признать эти явления за действия некоторой универсальной, за пределами индивидуального сознания находящейся представляющей воли, которую Гартман поэтому и называет бессознательным (das Unbewusste) (чувствуя, однако, неудовлетворительность такого чисто отрицательного, или дефективного, обозначения (которое с одинаковым правом может применяться к камню или куску дерева, как и к абсолютному началу мира), Гартман в последующих изданиях своей книги допускает его замену термином сверхсознательное (das Ueberbewusste)). И действительно, перебирая (в первой части своей книги) различные сферы опыта, как внутреннего, так и внешнего, Гартман находит в них основные группы явлений, объяснимых только действием метафизического духовного начала; на основании несомненных фактических данных, путём индуктивного естественноисторического метода, он старается доказать действительность этого бессознательного или сверхсознательного первичного субъекта воли и представления.
Результаты своего эмпирического исследования Гартман выражает в следующих положениях:
1. «бессознательное» образует и сохраняет организм, исправляет внутренние и внешние его повреждения, целемерно направляет его движения и обусловливает его употребление для сознательной воли;
2. «бессознательное» даёт в инстинкте каждому существу то, в чём оно нуждается для своего сохранения и для чего недостаточно его сознательного мышления, например, человеку — инстинкты для понимания чувственного восприятия, для образования языка и общества и мн. др.;
3. «бессознательное» сохраняет роды посредством полового влечения и материнской любви, облагораживает их посредством выбора в половой любви и ведёт род человеческий в истории неуклонно к цели его возможного совершенства;
4. «бессознательное» часто управляет человеческими действиями посредством чувств и предчувствий там, где им не могло бы помочь полное сознательное мышление;
5. «бессознательное» своими внушениями в малом, как и в великом, способствует сознательному процессу мышления и ведёт человека в мистике к предощущению высших сверхъестественных единств;
6. оно же, наконец, одаряет людей чувством красоты и художественным творчеством.

Во всех этих своих действиях само «бессознательное» характеризуется, по Гартману, следующими свойствами: безболезненностью, неутомимостью, нечувственным характером его мышления, безвременностью, непогрешимостью, неизменностью и неразрывным внутренним единством.
Сводя, по следам физиков-динамистов, вещества к атомным силам (или центрам сил), Гартман сводит затем эти силы к проявлениям духовного метафизического начала. Что для другого, извне, есть сила, то само по себе, внутри, есть воля, а если воля, то и представление. Атомная сила притяжения и отталкивания не есть только простое стремление или влечение, но стремление совершенно определённое (силы притяжения и отталкивания подчинены строго определённым законам), то есть в нём заключается известное определённое направление и заключается идеально (иначе оно не было бы содержанием стремления), то есть как представление. Итак, атомы — основы всего реального мира — суть лишь элементарные акты воли, определённой представлением, разумеется, акты той метафизической воли (и представления), которую Гартман называет «бессознательным».
Так как поэтому и физический, и психический полюса феноменального бытия — и вещество, и обусловленное органическим веществом частное сознание — оказываются лишь формами явления «бессознательного», и так как оно безусловно непространственно, ибо пространство им же самим полагается (представлением — идеальное, волей — реальное), то это «бессознательное» есть всеобъемлющее единичное существо, которое есть всё сущее; оно есть абсолютное неделимое, и все множественные явления реального мира суть лишь действия и совокупности действий всеединого существа. Индуктивное обоснование этой метафизической теории составляет наиболее интересную и ценную часть «философии бессознательного».
Признав сначала неразрывное соединение воли и представления (или идеи) в едином сверхсознательном субъекте, обладающем всеми атрибутами Божества, Гартман затем не только обособляет волю и идею, но и олицетворяет их в этой обособленности, как мужское и женское начало (что удобно только на немецком языке: der Wille, die Idee, die Vorstellung). Воля сама по себе имеет лишь силу реальности, но безусловно слепа и неразумна, идея же, хотя светла и разумна, но абсолютно бессильна, лишена всякой активности. Сперва оба эти начала находились в состоянии чистой потенции (или небытия), но затем несуществующая воля абсолютно случайно и бессмысленно захотела хотеть и таким образом перешла из потенции в акт, увлёкши туда же и страдательную идею. Действительное бытие, полагаемое по Гартману исключительно волей — началом неразумным, — само отличается поэтому существенным характером неразумности или бессмысленности; оно есть то, что не должно быть. Практически эта неразумность бытия выражается как бедствие и страдание, которым неизбежно подвергается всё существующее.
Если первоначальное происхождение самого существования — беспричинный переход слепой воли из потенции в акт — есть факт иррациональный, абсолютная случайность (der Urzufall), то признаваемая Гартманом разумность, или целемерность, мирового процесса имеет лишь условное и отрицательное значение; она состоит в постепенном приготовлении к уничтожению того, что создано первичным неразумным актом воли. Разумная идея, отрицательно относящаяся к действительному бытию мира как к продукту бессмысленной воли, не может, однако, прямо и сразу упразднить его, будучи по существу своему бессильной и пассивной: поэтому она достигает своей цели косвенным путём. Управляя в мировом процессе слепыми силами воли, она создаёт условия для появления органических существ, обладающих сознанием. Через образование сознания мировая идея или мировой разум (по-немецки и разум — женского рода: die Vernunft) освобождается от владычества слепой воли, и всему существующему даётся возможность сознательным отрицанием жизненного хотения возвратиться опять в состояние чистой потенции, или небытия, что и составляет последнюю цель мирового процесса.
Но прежде чем достигнуть этой высшей цели, мировое сознание, сосредоточенное в человечестве и непрерывно в нём прогрессирующее, должно пройти через три стадии иллюзии. На первой человечество воображает, что блаженство достижимо для личности в условиях земного природного бытия; на второй оно ищет блаженства (также личного) в предполагаемой загробной жизни; на третьей, отказавшись от идеи личного блаженства как высшей цели, оно стремится к общему коллективному благосостоянию путём научного и социально-политического прогресса. Разочаровавшись и в этой последней иллюзии, наиболее сознательная часть человечества, сосредоточив в себе наибольшую сумму мировой воли, примет решение покончить с собой, а через это уничтожить и весь мир. Усовершенствованные способы сообщения, считает Гартман, доставят просвещённому человечеству возможность мгновенно принять и исполнить это самоубийственное решение.

## Мысли о взаимоотношениях немцев и евреев
Леон Поляков в «Истории антисемитизма» отметил взгляды Гартмана на взаимоотношения немцев и евреев. Гартман считал, что массовые антисемитские кампании препятствуют их полной ассимиляции; он рассуждал об отсутствии у евреев творческого духа, об их развращающем влиянии и о расовой неполноценности евреев — в случае, когда еврейские девушки увлекались немецкими мужчинами
Гартман считал, что «евреям следует отказаться от своего племенного чувства и проникнуться одним лишь патриотическим чувством искренней любви и преданности интересам той нации, среди которой им приходится жить», и только тогда им можно будет открыть доступ в те сферы, куда их до этого нельзя допускать — например, на государственную службу.

## Переводы работ на русский язык
- Гартман Э. Сущность мирового процесса или философия безсознательнаго: в трех выпусках. Выпуск 1-й.. — М., 1873.
- Гартман Э. Спиритизм. — СПб., 1887.
- Гартман Э. Современная психология: Критическая история немецкой психологии за вторую половину девятнадцатого века. — М., 1902.
- Гартман Э. Бессознательное в явлениях телесной и духовной жизни. Сущность мирового процесса, или Философия бессознательного. — М.: URSS, 2019. — 322 с. — (Из наследия мировой философской мысли: история философии). — ISBN 978-5-9710-6515-9.
- Гартман Э. Метафизика бессознательного. Сущность мирового процесса, или Философия бессознательного. — М.: URSS, 2024. — 436 с. — (Из наследия мировой философской мысли: теория познания, Из наследия мировой психологии). — ISBN 978-5-9519-4242-5.